# William Morris Davis (Politiker)
William Morris Davis (* 16. August 1815 in Keene Valley, Essex County, New York; † 5. August 1891 ebenda) war ein US-amerikanischer Politiker. Zwischen 1861 und 1863 vertrat er den Bundesstaat Pennsylvania im US-Repräsentantenhaus.

## Werdegang
Weder über Davis’ Jugend noch über seine Schulausbildung sind Informationen überliefert. Er zog nach Pennsylvania und arbeitete in Philadelphia in der Zuckerraffinerie. Er war ein Gegner der Sklaverei und schloss sich der 1854 gegründeten Republikanischen Partei an. Außerdem war er als Schriftsteller tätig. Zu seinen Freunden gehörten der Bildhauer Henry Kirke Brown und der Erfinder Linus Yale.
Bei den Kongresswahlen des Jahres 1860 wurde Davis im fünften Wahlbezirk von Pennsylvania in das US-Repräsentantenhaus in Washington, D.C. gewählt, wo er am 4. März 1861 die Nachfolge von John Wood antrat. Bis zum 3. März 1863 konnte er eine Legislaturperiode im Kongress absolvieren. Diese war von den Ereignissen des Bürgerkrieges geprägt.
Nach dem Ende seiner Zeit im US-Repräsentantenhaus zog sich William Davis wieder aus der Politik zurück. Er starb am 5. August 1891 in seinem Geburtsort Keene Valley und wurde in Germantown beigesetzt.